# Francesco Acquaroli
Francesco Acquaroli (Roma, 27 marzo 1962) è un attore italiano.

## Biografia
Francesco Acquaroli nasce a Roma nel 1962, dopo il liceo frequenta la Scuola di Teatro La Scaletta dove insegnava Antonio Pierfederici con cui debutta in teatro nel 1987.E'sposato con l'attrice Barbara Esposito dal 2003
Nel 1988/89 è ne La nave di Gabriele D'Annunzio con la regia di Aldo Trionfo. Per proseguire poi con altri grandi registi: Elio De Capitani, Mario Missiroli, Luca Ronconi, Giuseppe Patroni Griffi e molti altri fino al 2016, ne Harper Regan di Simon Stephens ancora con la regia di De Capitani e nel 2019 ne Il naso di Gogol di Pier Paolo Paladino.
Dopo alcune comparsate in produzioni televisive, come quella nel IX episodio della I serie di Casa Vianello compie il suo vero debutto televisivo nel 1997 ne Il rosso e il nero dove interpreta il conte d’Altamira.
Partecipa ad altre serie televisive tra cui Distretto di polizia, L'avvocato Porta, Romanzo criminale - La serie, Squadra antimafia 7. Recita nella serie Rocco Schiavone I, II e III stagione, per Rai 2 e in Solo per Mediaset.
Al cinema debutta in Diaz - Don't Clean Up This Blood di Daniele Vicari, cui seguiranno Arance & martello di Diego Bianchi, Pasolini di Abel Ferrara, Era d'estate di Fiorella Infascelli, Mia madre di Nanni Moretti, Smetto quando voglio di Sydney Sibilia, Gli ultimi saranno ultimi di Massimiliano Bruno, Dogman di Matteo Garrone, Gli anni più belli di Gabriele Muccino, Nonostante la nebbia di Goran Paskaljević, Adults in the Room di Costa-Gavras e L'ultimo piano di registi vari. È il protagonista del corto d'autore Piccole avventure romane di Paolo Sorrentino.
La sua interpretazione in Sole cuore amore di Vicari presentato alla festa del Cinema di Roma, ha riscosso grandi consensi di critica e di pubblico, vincendo il Premio Alberto Sordi come attore non protagonista al Bari International Film Festival (BIF&ST).
È la voce narrante in I mille giorni di Mafia Capitale, documentario andato in onda su Rai 3 nel settembre 2017 e in Un uomo chiamato Diabolik, podcast prodotto da Chora Media. Su Netflix in Suburra - La serie  interpreta Samurai, uno dei protagonisti. È apparso nella quarta stagione di Fargo, dove interpreta Ebal Violante.
Dal 2018 sostiene Medici Senza Frontiere, ha prestato la sua voce per lo spot video e radio della campagna "Cure nel cuore dei conflitti". Il 10 dicembre 2023 è stata insignito del Premio Vincenzo Crocitti International "Vince Award" XI Edizione.
Nel 2025 interpreta il sostituto procuratore Giuliano Mignini in “The Twisted Tale of Amanda Knox”, una miniserie che ripercorre il caso sulla morte di Meredith Kercher. La mini-serie é trasmessa in Italia da Disney +.

## Filmografia

### Cinema
- Diaz - Don't Clean Up This Blood, regia di Daniele Vicari (2012)
- Come il vento, regia di Marco Simon Puccioni (2013)
- Short Skin - I dolori del giovane Edo, regia di Duccio Chiarini (2014)
- Arance & martello, regia di Diego Bianchi (2014)
- Smetto quando voglio, regia di Sydney Sibilia (2014)
- Hope Lost, regia di David Petrucci (2014)
- Pasolini, regia di Abel Ferrara (2014)
- Gli ultimi saranno ultimi, regia di Massimiliano Bruno (2015)
- Viva la sposa, regia di Ascanio Celestini (2015)
- Mia madre, regia di Nanni Moretti (2015)
- Era d'estate, regia di Fiorella Infascelli (2016)
- Sole cuore amore, regia di Daniele Vicari (2016)
- Smetto quando voglio - Masterclass, regia di Sydney Sibilia (2017)
- Smetto quando voglio - Ad honorem, regia di Sydney Sibilia (2017)
- Dogman, regia di Matteo Garrone (2018)
- Welcome Home - Uno sconosciuto in casa, regia di George Ratliff (2018)
- L'ultimo piano, regia collettiva (2018)
- Adults in the Room, regia di Costa-Gavras (2019)
- Nonostante la nebbia, regia di Goran Paskaljević (2019)
- Gli anni più belli, regia di Gabriele Muccino (2020)
- Il giorno e la notte, regia di Daniele Vicari (2021)
- Tre piani, regia di Nanni Moretti (2021)
- Berlinguer - La grande ambizione, regia di Andrea Segre (2024)

### Televisione
- Le rouge et le noir, regia di J. D. Verhaeghe – film TV (1997)
- Il maresciallo Rocca – serie TV, episodio 1x06 (1997)
- Distretto di Polizia – serie TV, episodi 1x03-9x16 (2000-2009)
- La contessa di Castiglione, regia di Josée Dayan – miniserie TV (2005)
- L'avvocato Porta, regia di Franco Giraldi (2005)
- Amore e guerra, regia di G. Campiotti (2007)
- Scusate il disturbo, regia di Luca Manfredi (2009)
- Romanzo criminale - La serie – serie TV, episodio 2x02 (2010)
- Un posto al sole – soap opera (2011)
- Squadra antimafia - Palermo oggi – serie TV, 4 episodi 4 (2012-2015)
- Il restauratore – serie TV, 1 episodio (2013)
- Le mani dentro la città - serie TV, 1 episodio (2014)
- Il tredicesimo apostolo - serie TV, episodio 2x08 (2014)
- Don Matteo – serie TV, episodio 9x20 (2014)
- Non uccidere – serie TV, episodio 1x08 (2016)
- Solo – serie TV (2016)
- Rocco Schiavone – serie TV, 17 episodi (2016-in corso)
- Suburra - La serie – serie TV, 20 episodi (2017-2020)
- Fargo – serie TV, 9 episodi (2020)
- Alfredino - Una storia italiana, regia di Marco Pontecorvo – miniserie TV (2021)
- A casa tutti bene - La serie, regia di Gabriele Muccino – serie TV (2021-2022, guest 2023)
- Tifo criminale - Lati oscuri del calcio – docuserie (2022)
- Neve alle Azzorre – serie TV (2023)
- Per Elisa - Il caso Claps, regia di Marco Pontecorvo – miniserie TV (2023)
- Unwanted - Ostaggi del mare, regia di Oliver Hirschbiegel – miniserie TV (2023)
- La coda del diavolo, regia di Domenico De Feudis – film TV (2024)
- Sara - La donna nell’ombra – serie TV, episodi 1x03-1x04-1x06 (2025)

## Doppiatori italiani
- Massimo De Ambrosis ne Il maresciallo Rocca

## Teatro
- La nave di Gabriele D'Annunzio, regia di Aldo Trionfo (1988/1989)
- Processo di Giordano Bruno di Mario Moretti, regia di José Quaglio (1989/1990)
- Riccardo III di William Shakespeare, regia di Gabriele Lavia (1989/1990)
- Come vi piace di William Shakespeare, regia di Marco Sciaccaluga (1990/1991)
- La locandiera di Carlo Goldoni, regia di Ennio Coltorti (1990/1991)
- Enrico IV di Luigi Pirandello, regia di Marco Sciaccaluga (1990/1991)
- Senora di Leñero, regia di M. Gagliardo (1991/1992)
- Amleto di William Shakespeare, regia di Elio De Capitani (1992/1995)
- La mandragola di Niccolò Machiavelli, regia di Mario Missiroli (1995/1998)
- La governante di Vitaliano Brancati, regia di Giorgio Albertazzi (1996/1997)
- Il caso Moro di Roberto Buffagni, regia di Cristina Pezzoli (1997/1998)
- La bisbetica domata di William Shakespeare, regia di Gigi Dall'Aglio (1997/1998)
- Macbeth Clan di Angelo Longoni, regia di Angelo Longoni (1998/1999)
- Sogno di una notte di mezza estate di William Shakespeare, regia di Francesco Brandi (2002/2003)
- Elettra di Euripide, regia di Piero Maccarinelli (2002/2003)
- Ciò che sapeva Maisie di Henry James, regia di Luca Ronconi (2003/2004)
- Il giuocatore di Carlo Goldoni, regia di Giuseppe Patroni Griffi (2004/2005)
- Il calapranzi di Harold Pinter, regia di Manfredi Rutelli (2004/2005)
- La tattica del gatto di Gianni Clementi, regia di Valeria Talenti (2005/2006)
- Bassifondi di Maksim Gor'kij, regia di José Sanchis Sinisterra (2005/2006)
- Processo ebreo di Bernard-Marie Koltès, regia di Alessio Pizzech (2005/2006)
- La tempesta di William Shakespeare, regia di Tato Russo (2006/2007)
- Mele e negri di Tommaso Santi, regia di Alessio Pizzech (2006/2007)
- Alias Godot di Brendan Gall, regia di D. Ferry (2006/2007)
- Sogno di una notte di mezza estate di William Shakespeare, regia di Walter Le Moli (2007/2008)
- Antigone di Sofocle, regia di Walter Le Moli (2007/2008)
- Mightysociety4 di Eric de Vroedt, regia di Stefano Massini (2008/2009)
- Nemici di sangue di Arkas, regia di Dimitri Milopulos (2008/2009)
- Io sono il vento di Jon Fosse, regia di R. Hodne (2010)
- Emilia Galotti di G. Lessing, regia di Alessandro Berdini (2010)
- Sogno d'autunno di Jon Fosse, regia di A. Machìa (2009/2010)
- Senza incontrarsi mai di Peter Asmussen, regia di S. Boberg (2009/2010)
- Il fu Mattia Pascal di Luigi Pirandello, regia di Tato Russo (2010/2011 - 2012/2013)
- Mobile Horror di J. Jokela, regia di J. Jokela (2011/2012)
- Guerra di Lars Norén, regia di M. Anaclerio (2012/2013)
- Harper Regan di Simon Stephens, regia di Elio De Capitani (2015-2016)
- Amleto, regia di Davide Sacco (2024)
- Rosenkranz e Guildestern sono morti (2025)

## Riconoscimenti

### Bari International Film Festival
- 2017 – Premio Alberto Sordi al miglior attore non protagonista per Sole cuore amore
- 2023 -  Premio Vincenzo Crocitti International "Vince Award" XI Edizione.